# Begonia glabricaulis
Espèce
Synonymes
- Begonia glabricaulis var. brachyphylla Irmsch.[1]

Begonia glabricaulis est une espèce de plantes de la famille des Begoniaceae.
Elle a été décrite en 1913 par Edgar Irmscher (1887-1968).

## Répartition géographique
Cette espèce est originaire du pays suivant : Papouasie-Nouvelle-Guinée.

## Liste des variétés
Selon Tropicos (6 février 2017) (Attention liste brute contenant possiblement des synonymes) :
- variété Begonia glabricaulis var. brachyphylla Irmsch.
- variété Begonia glabricaulis var. glabricaulis